# Liste der grönländischen Kulturminister
Die Liste der grönländischen Kulturminister listet alle grönländischen Kulturminister.
| Antritt            | Abgang             | Minister                          | Leben     | Partei            | Regierung                 | evtl. übergeordnetes Ministerium |
| ------------------ | ------------------ | --------------------------------- | --------- | ----------------- | ------------------------- | -------------------------------- |
| 7. Mai 1979        | 2. Mai 1983        | Thue Christiansen                 | 1940–2022 | Siumut            | Motzfeldt I               |                                  |
| 2. Mai 1983        | 9. Juni 1987       | Stephen Heilmann                  | 1941–2019 | Siumut            | Motzfeldt II, III         |                                  |
| 9. Juni 1987       | 17. März 1991      | Jens Lyberth                      | * 1952    | Siumut            | Motzfeldt IV, Motzfeldt V |                                  |
| 17. März 1991      | 4. April 1995      | Marianne Jensen                   | * 1949    | Siumut            | Johansen I                |                                  |
| 4. April 1995      | 21. Februar 1999   | Konrad Steenholdt                 | * 1942    | Atassut           | Johansen II, Motzfeldt VI |                                  |
| 21. Februar 1999   | 14. Dezember 2002  | Lise Skifte Lennert               | * 1948    | Siumut            | Motzfeldt VII, VIII       |                                  |
| 14. Dezember 2002  | 20. Januar 2003    | Ruth Heilmann                     | * 1945    | Siumut            | Enoksen I                 | Bildungsministerium              |
| 20. Januar 2003    | 13. September 2003 | Arĸalo Abelsen                    | * 1946    | Atassut           | Enoksen II                | Bildungsministerium              |
| 13. September 2003 | 1. Dezember 2005   | Henriette Rasmussen               | 1950–2017 | Inuit Ataqatigiit | Enoksen III               |                                  |
| 1. Dezember 2005   | 15. November 2006  | Doris Jakobsen                    | * 1978    | Siumut            | Enoksen IV                |                                  |
| 15. November 2006  | 12. Juni 2009      | Tommy Marø                        | * 1964    | Siumut            | Enoksen IV, V             |                                  |
| 12. Juni 2009      | 5. April 2013      | Mimi Karlsen                      | * 1957    | Inuit Ataqatigiit | Kleist                    |                                  |
| 5. April 2013      | 1. Oktober 2014    | Nick Nielsen                      | * 1975    | Siumut            | Hammond I, II             |                                  |
| 1. Oktober 2014    | 12. Dezember 2014  | Martha Lund Olsen (interim)       | * 1961    | Siumut            | Kielsen (interim)         |                                  |
| 12. Dezember 2014  | 27. Oktober 2016   | Nivi Olsen                        | * 1985    | Demokraatit       | Kielsen I                 |                                  |
| 27. Oktober 2016   | 15. Mai 2018       | Doris J. Jensen                   | * 1978    | Siumut            | Kielsen II                |                                  |
| 15. Mai 2018       | 3. Oktober 2018    | Vivian Motzfeldt                  | * 1972    | Siumut            | Kielsen III               |                                  |
| 3. Oktober 2018    | 5. Oktober 2018    | Erik Jensen (interim)             | * 1975    | Siumut            | Kielsen III               |                                  |
| 5. Oktober 2018    | 31. Juli 2020      | Ane Lone Bagger                   | * 1966    | Siumut            | Kielsen IV, V, VI         |                                  |
| 31. Juli 2020      | 5. November 2020   | Karl Frederik Danielsen (interim) | * 1971    | Siumut            | Kielsen VI                |                                  |
| 5. November 2020   | 23. April 2021     | Katti Frederiksen                 | * 1982    | Siumut            | Kielsen VI                |                                  |
| 23. April 2021     | 30. Mai 2023       | Peter Olsen                       | * 1961    | Inuit Ataqatigiit | Egede I, II               |                                  |
| 30. Mai 2023       | 5. Juni 2023       | Múte B. Egede (interim)           | * 1987    | Inuit Ataqatigiit | Egede II                  |                                  |
| 5. Juni 2023       | amtierend          | Aqqaluaq B. Egede                 | * 1981    | Inuit Ataqatigiit | Egede II                  |                                  |